# Timothy O'Hea
Timothy O'Hea VC, est un militaire et explorateur irlandais.
Il fut récipiendaire de la Croix de Victoria, la plus haute distinction militaire des forces britanniques et du Commonwealth.

## Jeunesse
La date de naissance de Timothy O'Hea est incertaine : certaines sources prétendent qu'il est né en 1843.  Dans sa jeunesse, il s'engage au sein du 1er bataillon de la « Prince Consort's Own Rifle Brigade ».  Il est envoyé au Canada avec son régiment pendant les raids fenians.

## Acte d'héroïsme

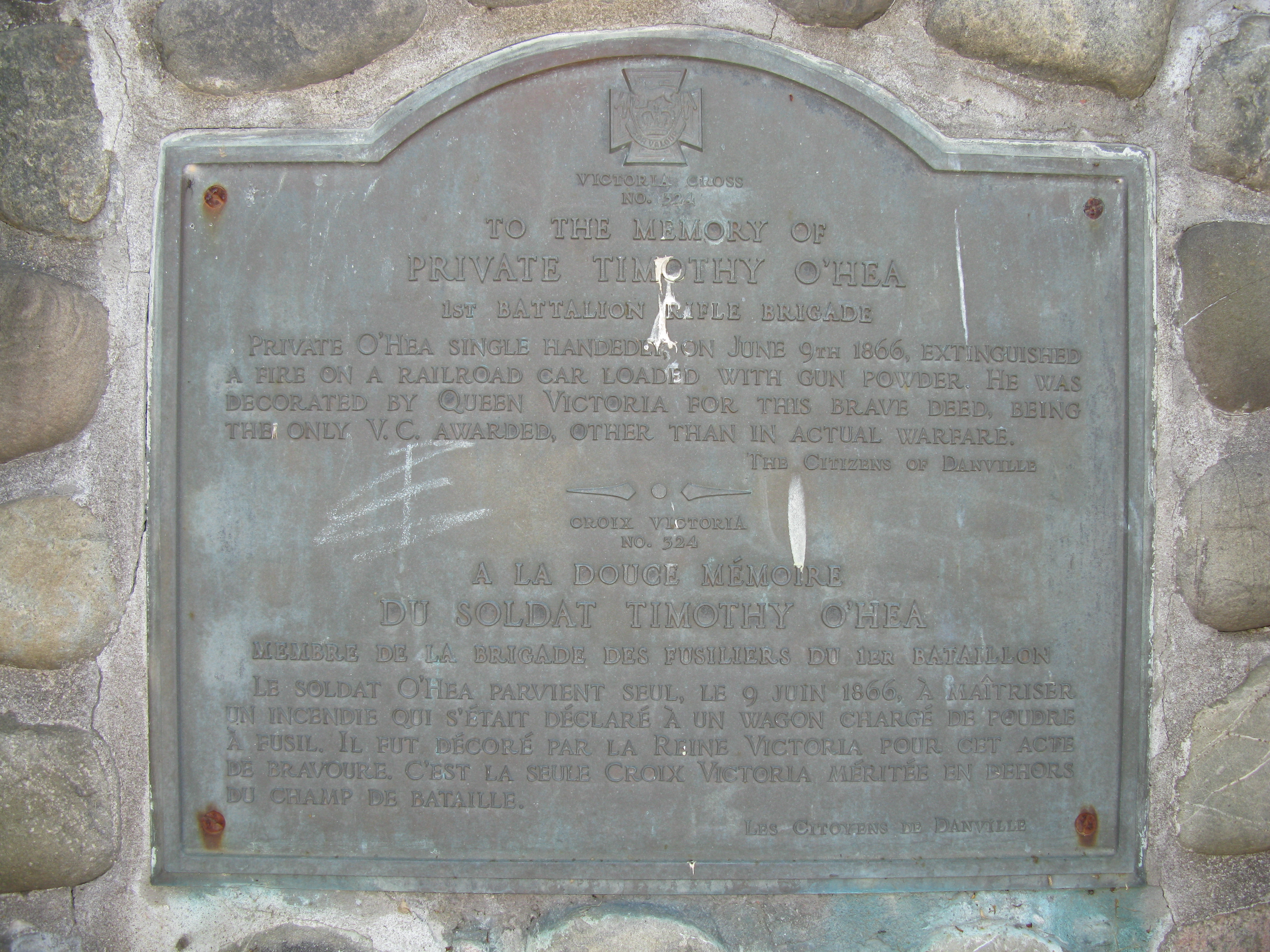
Détail du monument à la mémoire de Timothy O'Hea à Danville.

Le 9 juin 1866, un wagon de munitions attaché à un train de passagers faisant route de Québec vers Montréal prend feu à Danville, sur la voie du Grand Trunk Railway.  Huit cents immigrants allemands sont à bord et Timothy O'Hea est l'un des quatre soldats escortant le convoi.  Alors que l'alarme de feu est donnée, le wagon de munitions est déconnecté du reste du train.  Pendant que le sergent responsable se questionne sur la marche à suivre, le soldat O'Hea lui arrache les clés du wagon des mains et commence à combattre les flammes à l'aide d'un seau et d'une échelle qu'il a lui-même trouvés.  O'Hea fait dix-neuf aller-retours du wagon vers un point d'eau à proximité et éteint le feu en un peu moins d'une heure.  Son courage et sa bravoure dans des circonstances de danger extrême lui valent la Croix de Victoria.

## Australie
Après avoir quitté l'armée, O'Hea s'engage dans la police montée néo-zélandaise.  Il meurt dans le Queensland en Australie lors d'une expédition financée par Frederick Eccleston Du Faur et menée par Andrew Hume.  L'expédition visait à retrouver un survivant de l'expédition de Ludwig Leichhardt qui aurait vécu parmi les Aborigènes depuis 1848.
Avant le départ de son expédition, O'Hea laisse sa croix de Victoria auprès du beau-frère de Du Faur qui la donnera à la galerie d'art de la Nouvelle-Galles du Sud. Elle sera retrouvée dans un tiroir de ladite galerie en 1950.
La croix de Victoria de Timothy O'Hea est aujourd'hui la propriété du musée des « Royal Green Jackets » à Winchester, en Angleterre.